# The Urban Legend (комикс)
The Urban Legend — норвежские серии комиксов, созданные Йозефом Йоханнесом совместно с творческой студией «New Tasty» (Steve Baker). Они изображают черного супергероя, который использует навыки боевых искусств, чтобы бороться с уличной преступностью.

## История публикации
Премьерный выпуск The Urban Legend, под названием «Рождение истинного супергероя» был опубликован Йозефом Йоханнесом в январе 2012 года в Норвегии.
В 2013 году были выпущены первые 8 выпусков 1 сезона The Urban Legend.
The Urban Legend 1 Сезон «Настоящий супергерой в создании» сборник книг был выпущен в октябре 2014 года благодаря Gyldendal Forlag. Он состоит из первых 8 выпусков. Второй сезон был выпущен 2015 через Bestselgerforlaget и состоял из 6 выпусков.
В дополнение к регулярным серий, The Urban Legend также выпускает специальные выпуски, в том числе касаясь вопросов об образовании, Эболы и хулиганства.
The Urban Legend совместно с The Malala Fund и 20th Century Fox для выпуска документального фильма «He named me Malala», была показана в The Urban Legend на одной странице комикса вместе с The Urban Legend, который был выпущен с фильмом и является частью школьной программы.

## Описание персонажа и синопсис
Malcolm Tzegai Madiba это 29-летний учитель средней школы, живущий в вымышленном городе Capital City (также известен как город Бога). Коррупция способствовала возникновению банкротства в городе. Когда силы полиции сократили, преступность захватила город. После убийства своего двоюродного брата, Малкольм принимает альтер эго The Urban Legend, супергероя борющегося с преступностью за справедливость и защищает невиновных.

### 1 Сезон
Когда на друга Малкольма, местного владельца бизнеса, напали и ограбили, Малкольм был обеспокоен тем, что нападающий не будет арестован или обвинен. В ту же ночь, нападающий, Young Evil, обсуждает план по отмыванию денег с владельцем ночного клуба Sugar Bear.

### 2 Сезон
Будучи пойманным криминальными авторитетами, Малкольма отправляют в тюрьму, как только беспорядки заполняют столицу и Сару Паркс похищают. После своего бегства, Малкольм сталкивается с новыми врагами, La Madrina и «The Suburban Myth». Считая Малкольма мертвым после того как он попался на их ловушку, «TheSuburbanMyth» продолжает неистовствовать. Малкольм едет в Норвегию со своей новой девушкой, Лиз, где его втягивают в войну между полицией и бандой B-Gjengen. Когда Малкольма обвиняют в убийстве, Осло оказываются в полном свавилли. Мисто спасает TheUrbanLegend, но уже после убийства Лиз. Грустный Малкольм бежит в сельской местности, где он узнает, что он связан с таинственным фольклором города. The Suburban Myth та La Madrina думают, что они убили The Urban Legend после того как сделали для него пастку. La Madrina покидает город считая, что ее работа сделана, но он не умер (но он все еще жив). The Suburban Myth продолжает неистовствовать и The Urban Legend должен применить все, что в его силах, чтобы остановить их.

## Другие персонажи
Союзники
- Матин: Малькольма друг и коллега в Tubman High.
- Марко: хороший полицейский и друг Малкольма.
- Мистер Фонг: Местный владелец продуктового магазина и друг Малкольма.
- Сара Паркс: Внештатный журналист местной газеты.
- Уолтер Гриффин: Мэр столицы
- Лиз: девушка Малкольма

Враги
- Адвокат дьявола: Лидер преступного мира
- Young Evil: убийца и племянник адвоката дьявола
- Мистер Картер: недобросовестный юрист адвокации дьявола
- Детектив Флетчер: коррумпированные полицейские платежной ведомости адвокации дьявола.
- SugarBear: владелец ночного клуба Sleazy и преступник.
- LaMadrina
- The Suburban Myth
- B-Gjengen

## Заметки
На создание серий, автора вдохновила поездка в Африку, когда он увидел бедных детей, что играли и решил создать героя для детей африканского происхождения по которым будут наблюдать по всему миру.
В июне 2015 года The Urban Legend осуществил сотрудничество с Nobel Peace Center на их 10-летний юбилей.